# Cucurbitula aedificator
Cucurbitula aedificator is een tweekleppigensoort uit de familie van de Gastrochaenidae. De wetenschappelijke naam van de soort is voor het eerst geldig gepubliceerd in 1879 door de Folin in de Folin & Périer.